# Указательные местоимения
Указа́тельные местоиме́ния или демонстрати́вы (лат. pronomina demonstrativa) — местоимения, указывающие на то, какой объект имеет в виду говорящий, а также на расположение объекта относительно говорящего (либо адресата). Во многих языках мира указательные местоимения выполняют не только дейктическую, но и анафорическую функцию.
Указательное местоимение способно также выражать дополнительную информацию об обозначаемом объекте: его одушевлённость, пол и др.
Иногда указательные местоимения не выделяются в отдельный класс, так как соответствующее значение выражается не самостоятельными словами, а при помощи указательных частиц, присоединяемых к существительному.
Указательными местоимениями в русском языке являются слова: этот, тот, такой, таков, столько, а также устаревшее сей.

## Типы указательных местоимений

### Приименные и прономинальные указательные местоимения
Указательное местоимение, которое употребляется как прилагательное, называют приименным (или атрибутивным) указательным местоимением: например, англ. this — this chair — этот стул. Если же указательное местоимение замещает существительное, его называют прономинальным (или субстантивным) указательным местоимением: например, англ. I don’t like that — Я не люблю это.
В ряде языков Европы и Азии для приименных и прономинальных указательных местоимений используются различные лексемы: например, во французском, celui ('тот, этот') и celle ('та, эта') замещают существительное, а ce ('тот, этот') и cette ('та, эта') употребляются как определения существительных.
В большинстве афразийских и нило-сахарских языков, распространённых на территории Северной и Центральной Африки, указательные местоимения также различаются в приименной и прономинальной позициях, однако это происходит за счет того, что лексемы имеют различные формы в данных позициях.
Примерно в 70 % языков приименные и прономинальные указательные местоимения имеют одинаковую форму. Языки такого типа наиболее распространены в Южной Америке и Австралии.

### Адвербиальные и идентификационные указательные местоимения
Помимо указательных местоимений, употребляющихся в позиции прилагательного и существительного, имеются и адвербиальные указательные местоимения с наречной функцией (так).
В некоторых языках среди указательных местоимений выделяется и отдельный класс так называемых идентификационных (или предикативных) указательных местоимений, которые употребляются только в клаузах без глагола либо в клаузах с глаголом-связкой.
Система указательных местоимений в языке понапе.
|                                  | Близко от говорящего | Близко от адресата | Не близко ни от говорящего, ни от адресата |
| -------------------------------- | -------------------- | ------------------ | ------------------------------------------ |
| В клаузах со смысловым глаголом  | me(t)                | men                | mwo                                        |
| В клаузах без смыслового глагола | ie(t)                | ien                | io                                         |

Пример употребления:
| met | pahn      | megali  |
| это | будет     | сохнуть |
| Это | засохнет. |         |

| iet           | noumw | naipen |
| это/здесь/вот | твой  | нож    |
| Вот твой нож. |       |        |

### Нейтральные указательные местоимения
В большинстве языков указательные местоимения способны употребляться также в тех контекстах, в которых не требуется выражение дейктических противопоставлений. Например, в современном иврите ze (‘этот’ — ближний) употребляется также в ситуациях, где расположение объекта относительно говорящего (либо адресата) нерелевантно. Остальные языки в таких случаях используют так называемое нейтральное указательное местоимение.
Такая система указательных местоимений представлена в литовском языке:
| Близко от говорящего | Не близко от говорящего | Нейтральное употребление |
| -------------------- | ----------------------- | ------------------------ |
| šìs                  | anàs                    | tàs                      |

## Морфология указательных местоимений
С морфосинтаксической точки зрения дейктические оппозиции в языках мира выражаются существительными (лат. ille и iste ‘он’), прилагательными (русск. этот, тот), наречиями (русск. там, здесь, сюда), числительными (бурятск. edii ‘<вот> столько’ и tedii ‘<вон> столько’), а также глаголами (бурятск. iige- ‘делать так <как это, как здесь>’ и tiige- ‘делать так <как то, как там>’).
Обычно указательные местоимения выражаются отдельными словами, однако имеются языки, в которых приименные указательные местоимения — проклитики либо энклитики, которые присоединяются к существительному либо к какому-либо другому слову в предложении (например, в языке Ланго в Уганде).
В большинстве языков указательные местоимения изменяются по родам, числам и падежам, однако часто это зависит от их синтаксической позиции. В языках с существительным, изменяющимся по родам, числам и падежам, прономинальное указательное местоимение также склоняется, хотя приименные и нейтральные местоимения могут быть несклоняемыми.

## Типы дейктических систем
Дейктические показатели — в частности, указательные местоимения — образуют дейктическую систему. В зависимости от числа противопоставлений различают минимальную и расширенную дейктические системы.
Необходимо отметить, что прономинальные указательные местоимения имеют тенденцию выражать большее количество дейктических оппозиций, нежели приименные.
Ср. систему указательных местоимений в тонганском языке:
| Прономинальные | Прономинальные     | Прономинальные       | Прономинальные                             | Приименные | Приименные |
| Нейтральный    | Близко от адресата | Близко от говорящего | Не близко ни от говорящего, ни от адресата | Близко     | Далеко     |
| -------------- | ------------------ | -------------------- | ------------------------------------------ | ---------- | ---------- |
| e              | eni                | ena                  | ia                                         | Ni         | Na         |

### Минимальная дейктическая система
Минимальная дейктическая система включает в себя две единицы: одна из них выражает значение ‘близко от говорящего', другая — ‘не близко от говорящего’. Например, в русском языке этот — ‘близко от говорящего', тот — ‘не близко от говорящего’. Такая система является самой распространённой, она представлена, в частности, в английском, бурятском и нидерландском языках.

### Расширенная дейктическая система
Расширенная дейктическая система включает в себя более двух единиц, выражающих различную степень близости обозначаемого объекта к говорящему (адресату). Самой распространённой расширенной дейктической системой является трёхчленная дейктическая система, но в языках мира встречаются также четырёхчленные и пятичленные.

#### Трёхчленная дейктическая система
Трёхчленные дейктические системы подразделяются на два вида: личностно-ориентированные и пространственно-ориентированные. Личностно-ориентированная дейктическая система содержит в себе следующие противопоставления: ‘близко от говорящего’/‘близко от адресата’/‘не близко ни от говорящего, ни от адресата’ = «далеко». Таким образом, члены данной оппозиции ориентированы как на говорящего, так и на адресата.
Пример личностно-ориентированной дейктической системы: указательные местоимения в японском языке:
| Близко от говорящего | Близко от адресата | Не близко ни от говорящего, ни от адресата |
| -------------------- | ------------------ | ------------------------------------------ |
| коно                 | соно               | ано                                        |

В пространственно-ориентированной дейктической системе все указательные местоимения выражают степень отдаленности объекта от дейктического центра (говорящего).
Пример пространственно-ориентированной дейктической системы: указательные местоимения в языке курух.
| Ближний | Средний | Дальний |
| ------- | ------- | ------- |
| ii      | huu     | aa      |

Трёхчленная дейктическая система функционирует в испанском, португальском, армянском, баскском, финском, грузинском и других языках. Из них 2/3 языков имеют пространственно-ориентированную систему, и только 1/3 — личностно-ориентированную.

#### Четырёхчленная дейктическая система
В ряде языков (например, в куи и куви) представлена четырёхчленная дейктическая система, в которой имеется более дробное членение степеней близости объекта, нежели в трёхчленной. В большинстве случаев четырёхчленные дейктические системы являются личностно-ориентированными, то есть содержат специальную форму для обозначения объекта, близкого к адресату.
Указательные местоимения в языке хауса (личностно-ориентированная четырёхчленная дейктическая система):
| Близко от говорящего | Близко от адресата | Не близко ни от говорящего, ни от адресата | Далеко и от говорящего, и от адресата |
| -------------------- | ------------------ | ------------------------------------------ | ------------------------------------- |
| nân                  | nan                | cân                                        | can                                   |

Четырёхчленные и пятичленные системы распространены в Африке, Северной Америке и Тихоокеанском регионе.

#### Многочленная дейктическая система
В составе дейктических показателей могут выражаться также не-дейктические противопоставления: например, характеристики обозначаемого объекта (живой/неживой, видимый/невидимый и др.). Кроме того, систем дейктических показателей может быть расширена за счёт различения более тонких особенностей локализации объекта (например, выше/ниже говорящего; вверх/вниз по течению реки по сравнению с говорящим и пр.). Многочленная дейктическая система часто встречается в дагестанских и нуристанских языках, а также в языках индейцев Северной Америки.
Указательные местоимения в андийском языке:
| группа со значением «рядом/впереди»         | группа со значением «рядом/впереди» | группа со значением «рядом/впереди» |
| ------------------------------------------- | ----------------------------------- | ----------------------------------- |
| ho[no]w                                     | этот (около меня)                   |                                     |
| he[ne]w                                     | этот (около тебя)                   |                                     |
| hi[ni]diw                                   | тот (около него)                    |                                     |
| hedew                                       | тот далеко                          |                                     |
| hunūdow                                     | тот впереди (очень далеко)          |                                     |
| группа со значением «ниже в горах; внизу»   |                                     |                                     |
| hi[ni]giw                                   | этот внизу                          |                                     |
| hegew                                       | тот внизу                           |                                     |
| hungow                                      | тот внизу (далеко)                  |                                     |
| hunūgow                                     | тот внизу (очень далеко)            |                                     |
| группа со значением «выше в горах; наверху» |                                     |                                     |
| hi[ni]łiw                                   | этот наверху                        |                                     |
| hełew                                       | тот наверху                         |                                     |
| hunłow                                      | тот высоко или сзади                |                                     |
| hunūłow                                     | тот очень высоко                    |                                     |